# روبرت جي. جونز
روبرت جي. جونز (بالإنجليزية: Robert G. Jones)‏ هو شخصية أعمال وتاجر أسهم وسياسي أمريكي، ولد في 9 مايو 1939 في ليك تشارلز في الولايات المتحدة. حزبياً، نشط في الحزب الجمهوري والحزب الديمقراطي. وقد انتخب عضو مجلس ولاية لويزيانا وانتخب عضو مجلس نواب لويزيانا.